# Alcovasaurus
Alcovasaurus (il cui nome significa "lucertola di Alcova") è un genere estinto di dinosauro stegosauride vissuto nel Giurassico superiore, circa 150 milioni di anni fa, in quella che è oggi la Formazione Morrison, nella Contea di Natrona, Wyoming, Stati Uniti. Originariamente conosciuto come Stegosaurus longispinus, ma in tempi recenti è stato riclassificato come un genere a sé stante la cui specie tipo è S. longispinus.

## Descrizione
L'aspetto dell'animale non ci è noto ma dai pochi fossili rimanenti, si può dedurre che avesse la tipica morfologia di uno stegosauride, con una lunghezza complessiva di circa 5,7 metri. La disposizione delle placche e delle spine non è nota e l'animale doveva somigliare ad un vago incrocio tra Stegosaurus e Kentrosaurus. Tuttavia essendo le spine ritrovate molto più simili a quelle del secondo è possibile che il suo aspetto ricalcasse maggiormente il genere africano. Data la sua statura e la posizione in cui la maggior parte dei suoi simili stavano è probabile che si nutrisse solo di foglie basse e rada vegetazione. La coda dell'animale era relativamente corta, essendo circa un quarto della lunghezza della coda di uno Stegosaurus. Una coda corta, tuttavia, potrebbe contrastare la torsione causata da un maggiore braccio di leva, dovuto alle lunghe punte della coda.

## Classificazione
Secondo la reinterpretazione di Galton e Carpenter, del 2016, Alcovasaurus è un membro della famiglia degli stegosauridi, molto più strettamente imparentato a Kentrosaurus che a Stegosaurus.

## Storia della scoperta
Nel 1914, il paleontologo Charles Whitney Gilmore descrisse una nuova specie di Stegosaurus, che ribattezzò S. longispinus. Il nome derivava dalla presenza nel fossile dell'animale di spine insolitamente grandi e allungate, rispetto a quelle riscontrate in Stegosaurus. Tuttavia la validità di S. longispinus fu più volte messa in discussione venendo il più delle volte vista come un semplice dimorfismo sessuale. Tuttavia nel 1993, i paleontologi Olshevsky e Ford avanzarono l'ipotesi che l'animale poteva essere interpretato come un novo genere, pi precisamente come una versione nordamericana dell'africano Kentrosaurus. Gli studi vennero però ostacolati da un incidente dovuta alla rottura di tubature dell'acqua, nel 1920, nel museo dell'University of Wyoming, che danneggiarono il già poco materiale. Tuttavia grazie a numerosi calchi in gesso e alcune fotografie si è potuto ricostruire parte del materiale.
Nel 2014, il paleontologo freelance Roman Ulansky esaminando i pochi resti proclamò che l'animale non poteva essere accomunato a Stegosaurus, in quanto più simile a Kentrosaurus, ribattezzando e auto-pubblicando la nascita di un nuovo genere detto "Natronasaurus". Ulansky interpretò "Natronasaurus" come un parente stretto di Kentrosaurus, in accordo con l'ipotesi di Olshevsky e Ford. Tuttavia Ulansky auto-pubblicò la sua scoperta e classificazione solamente su internet, invece di registrare la nuova classificazione all'ISSN. Ciò rende il nome "Natronasaurus" non valido e non più utilizzabile.
Nel 2016, i paleontologi Galton e Carpenter riassegnarono la ex specie S. longispinus, ad un nuovo genere denominato appunto Alcovasaurus, in onore del luogo specifico del ritrovamento ossia Alcova, in Wyoming. Ciò rende la specie S. longispinus un sinonimo di Alcovasaurus. Attualmente il suo esemplare è classificato come DMNH 33431.